# Pałac w Aresztowie
Pałac w Aresztowie – nieistniejący pałac wybudowany na przełomie XVIII w. i XIX w. przez Pawła Jełowickiego.

## Właściciele
W XVIII w. Aresztów należał do Remigiusza Jełowickiego (zm. 1788), który ożenił się powtórnie. Po śmierci pierwszej - Agnieszki Matuszewicz w 1748 r. ożenił się z Franciszką Grocholską, z którą miał syna Pawła Jełowickiego.

## Architektura
Klasycystyczny pałac był zwieńczony czterospadowym dachem. Dwupiętrowy obiekt otaczał park krajobrazowy.